# 各国軍事史の一覧
各国軍事史の一覧は現在存在する国家、もしくは独立主張のある地域、及びかつて存在した国家における軍事史の一覧である。各国の軍事史は五大州および国際連合による分類にもとづいて分類し、50音順に記載する。

## アメリカ

### 北アメリカ
- アメリカ合衆国の軍事史 (英語版)
- カナダの軍事史（英語版）
- メキシコの軍事史（英語版）

#### カリブ地方
| - アンティグア・バーブーダの軍事史 - キューバの軍事史 - グレナダの軍事史 - ジャマイカの軍事史 - セントクリストファー・ネイビスの軍事史 | - セントビンセント・グレナディーンの軍事史 - セントルシアの軍事史 - ドミニカ共和国の軍事史 - ドミニカ国の軍事史 - トリニダード・トバゴの軍事史 | - ハイチの軍事史 - バハマの軍事史 - バルバドスの軍事史 - プエルトリコの軍事史 |

#### 中央アメリカ
| - グアテマラの軍事史 - ベリーズの軍事史 - ホンジュラスの軍事史 | - エルサルバドルの軍事史 - ニカラグアの軍事史 | - コスタリカの軍事史 - パナマの軍事史 |

### 南アメリカ
| - アルゼンチンの軍事史 - ウルグアイの軍事史 - エクアドルの軍事史 - ガイアナの軍事史 | - コロンビアの軍事史 - スリナムの軍事史 - チリの軍事史 - パラグアイの軍事史 | - ブラジルの軍事史 - ベネズエラの軍事史 - ペルーの軍事史 - ボリビアの軍事史 |

## ヨーロッパ

### 西ヨーロッパ
| - アイルランドの軍事史 - アンドラの軍事史 - イギリスの軍事史 - イングランドの軍事史 | - オランダの軍事史 - フランスの軍事史 | - ベルギーの軍事史 - ルクセンブルクの軍事史 |

### 東ヨーロッパ
| - アルバニアの軍事史 - ウクライナの軍事史 - クロアチアの軍事史 - セルビアの軍事史 | - ブルガリアの軍事史 - ベラルーシの軍事史 - ボスニア・ヘルツェゴビナの軍事史 - マケドニア共和国の軍事史 | - モルドバの軍事史 - モンテネグロの軍事史 - ルーマニアの軍事史 - ロシアの軍事史 - ソビエト連邦の軍事史 |

### 中央ヨーロッパ
| - オーストリアの軍事史 - スイスの軍事史 - スロバキアの軍事史 | - スロベニアの軍事史 - チェコの軍事史 - ドイツの軍事史 | - ハンガリーの軍事史 - ポーランドの軍事史 - リヒテンシュタインの軍事史 |

### 南ヨーロッパ
| - イタリアの軍事史 - 古代ローマの軍事史 - キプロスの軍事史 | - ギリシャの軍事史 - サンマリノの軍事史 - スペインの軍事史 | - ポルトガルの軍事史 - マルタの軍事史 - モナコの軍事史 |

### 北ヨーロッパ
| - アイスランドの軍事史 - エストニアの軍事史 - スウェーデンの軍事史 | - デンマークの軍事史 - ノルウェーの軍事史 - フィンランドの軍事史 | - ラトビアの軍事史 - リトアニアの軍事史 |

### コーカサス地方
- アゼルバイジャンの軍事史
  -  アルツァフの軍事史（英語版）
- アルメニアの軍事史（英語版）
- グルジアの軍事史（英語版）

## アフリカ

### 北アフリカ
| - アルジェリアの軍事史 - エジプトの軍事史 | - スーダンの軍事史 - チュニジアの軍事史 | - モロッコの軍事史 - リビアの軍事史 |

### 西アフリカ
| - ガーナの軍事史 - カーボベルデの軍事史 - ガンビアの軍事史 - ギニアの軍事史 - ギニアビサウの軍事史 - コートジボワールの軍事史 | - シエラレオネの軍事史 - セネガルの軍事史 - トーゴの軍事史 - ナイジェリアの軍事史 - ニジェールの軍事史 | - ブルキナファソの軍事史 - ベナンの軍事史 - マリ共和国の軍事史 - モーリタニアの軍事史 - リベリアの軍事史 |

### 東アフリカ
| - ウガンダの軍事史 - エチオピア軍事史 - エリトリアの軍事史 - ケニアの軍事史 | - コモロの軍事史 - ジブチの軍事史 - セーシェルの軍事史 - ソマリアの軍事史 | - マダガスカルの軍事史 - 南スーダンの軍事史 - モーリシャスの軍事史 |

### 中部アフリカ
| - ガボンの軍事史 - カメルーンの軍事史 - コンゴ共和国の軍事史 - コンゴ民主共和国の軍事史 | - サントメ・プリンシペの軍事史 - 赤道ギニアの軍事史 - チャドの軍事史 | - 中央アフリカの軍事史 - ブルンジの軍事史 - ルワンダの軍事史 |

### 南部アフリカ
| - アンゴラの軍事史 - ザンビアの軍事史 - ジンバブエの軍事史 - スワジランドの軍事史 | - タンザニアの軍事史 - ナミビアの軍事史 - ボツワナの軍事史 - マラウイの軍事史 | - 南アフリカ共和国の軍事史 - モザンビークの軍事史 - レソトの軍事史 |

## アジア

### 東アジア
| - 中国の軍事史 - 中華人民共和国の軍事史 - 香港の軍事史 - マカオの軍事史 | - 朝鮮の軍事史 - 高句麗の軍事史 - 大韓民国の軍事史 - 朝鮮民主主義人民共和国の軍事史 | - 台湾の軍事史 - 中華民国の軍事史 - 日本の軍事史 - モンゴル国の軍事史 |

### 東南アジア
| - インドネシアの軍事史 - フィリピンの軍事史 - ベトナムの軍事史 - ラオスの軍事史 | - カンボジアの軍事史 - マレーシアの軍事史 - シンガポールの軍事史 - ブルネイの軍事史 | - タイの軍事史 - ミャンマーの軍事史 - 東ティモールの軍事史 |

### 南アジア
| - インドの軍事史 - パキスタンの軍事史 - バングラデシュの軍事史 | - スリランカの軍事史 - ネパールの軍事史 | - ブータンの軍事史 - モルディブの軍事史 |

### 中央アジア
- カザフスタンの軍事史
- ウズベキスタンの軍事史
- タジキスタンの軍事史
- トルクメニスタンの軍事史
- キルギスの軍事史

### 西アジア（中東・近東）
| - アフガニスタンの軍事史 - アラブ首長国連邦の軍事史 - イエメンの軍事史 - イスラエルの軍事史 - イラクの軍事史 - イランの軍事史 | - オマーンの軍事史 - カタールの軍事史 - クウェートの軍事史 - サウジアラビアの軍事史 - シリアの軍事史 | - トルコの軍事史 - バーレーンの軍事史 - \|パレスチナの軍事史 - レバノンの軍事史 - ヨルダンの軍事史 |

## オセアニア
| - オーストラリアの軍事史 - キリバスの軍事史 - クック諸島の軍事史 - サモアの軍事史 - ソロモン諸島の軍事史 - ツバルの軍事史 | - トンガの軍事史 - ナウルの軍事史 - ニウエの軍事史 - ニュージーランドの軍事史 - パプアニューギニアの軍事史 | - バヌアツの軍事史 - パラオの軍事史 - フィジーの軍事史 - マーシャル諸島の軍事史 - ミクロネシア連邦の軍事史 |